# Grupa Bieszczadzka GOPR

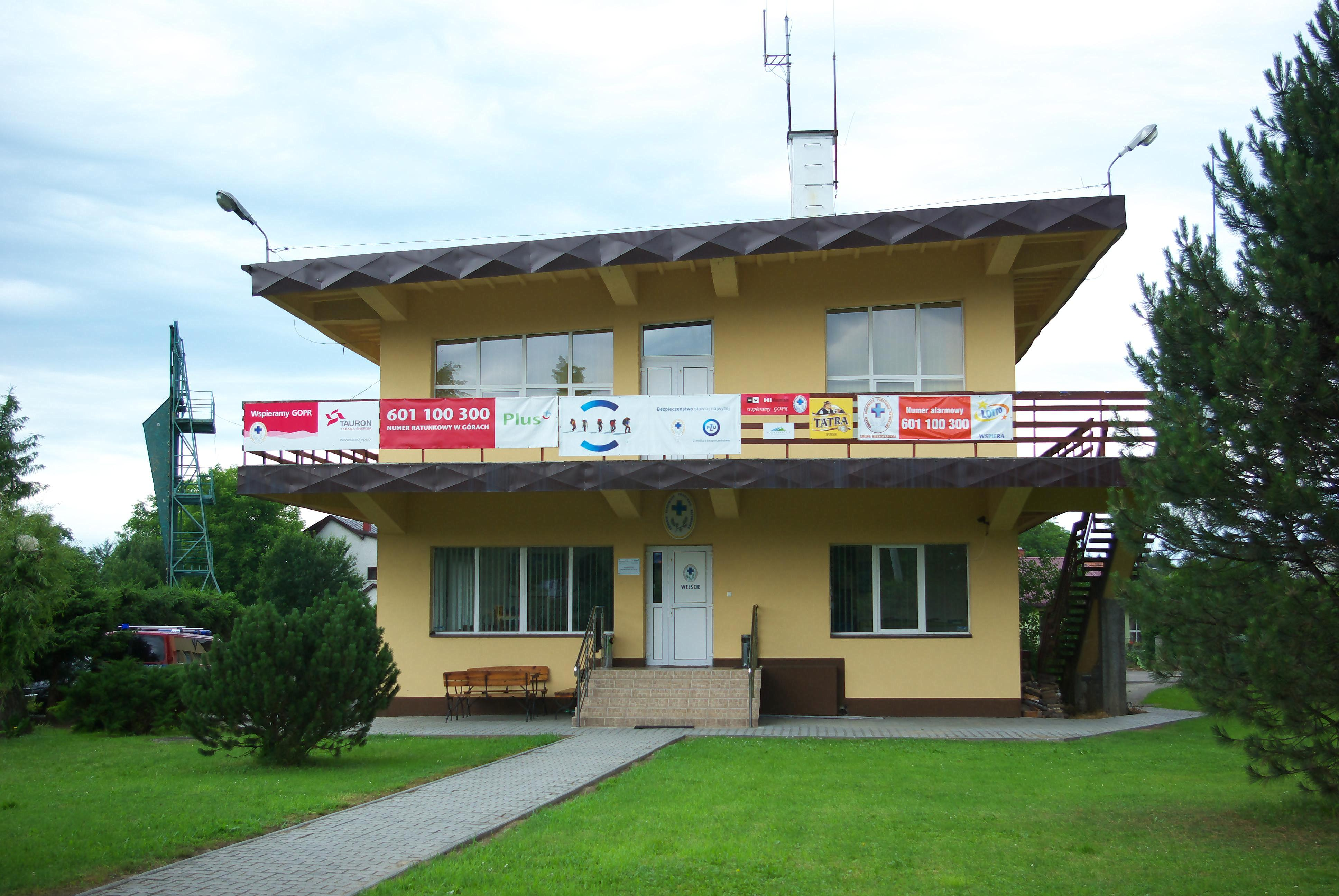
Siedziba przy ulicy Adama Mickiewicza 49 w Sanoku

Grupa Bieszczadzka Górskiego Ochotniczego Pogotowia Ratunkowego – jedna z siedmiu grup regionalnych GOPR, która została powołana do działania w 1961 roku. Grupa prowadzi działalność ratowniczą na terenie Bieszczadów i Beskidu Niskiego. Stacja Centralna grupy znajduje się w Sanoku przy ul. Adama Mickiewicza 49, a Rejonowe Stacje Ratunkowe znajdują się w Ustrzykach Górnych i Cisnej, gdzie całodobowo przez cały rok dyżurują ratownicy. Ponadto w Wetlinie w schronisku "Pod Wysoką Połoniną", w Brzegach Górnych w schronisku "Pod Małą Rawką" i w miejscowości Caryńskie w schronisku Politechniki Warszawskiej pod Przysłupem Caryńskim znajdują się punkty ratunkowe GOPR. Na Połoninie Wetlińskiej w schronisku Chatka Puchatka i w Dukli znajdują się dyżurki sezonowe.

## Historia
W sierpniu 1961 turysta Karol Dziuban otrzymał od Zarządu Głównego GOPR zadanie zorganizowania Grupy Bieszczadzkiej w związku z rosnącą liczbą turystów odwiedzających ten zakątek Polski. 21 września 1961 w Sanoku odbyło się pierwsze zebranie organizacyjne grupy (powstałej jako szósta jednostka GOPR w Polsce), podczas którego wybrano zarząd, w skład którego weszli: dr Józef Jankowski – prezes, Bronisław Witwicki – sekretarz, Kazimierz Harna – skarbnik, Jerzy Batruch – członek; ponadto lekarzem grupy został dr Jan Wołczański, a kierownikiem GB GOPR Karol Dziuban. Wcześnie ww. Batruch, Witwicki i Harna (sanoczanie) oraz Miron Berezik z Leska byli założycielem zalążka Bieszczadzkiej Grupy GOPR. W październiku 1961 odbyło się w Komańczy szkolenie pierwszych ratowników pod okiem instruktorów z TOPR. Patrolowanie gór przez ochotnicze grupy szkoleniowe zaplanowano od listopada 1961. Z dniem 1 grudnia 1961 Grupa Bieszczadzka GOPR rozpoczęła służbę na terenie Beskidu Niskiego, Bieszczadów i Gór Słonnych. W 1962 w placówce pracowało 22-23 ratowników społecznych i planowano wówczas zwiększenie liczby pracowników o kolejnych 10. Latem 1963 jednostka liczyła już 36 ratowników, w tym trzy kobiety, pod koniec 1964 – 50 członków, w 1972 już ponad 100 ratowników. W późniejszych latach powstały dyżurki w Wetlinie, Ustrzykach Górnych, Cisnej, Dukli. W latach 60. Biuro GOPR w Sanoku mieściło się pod adresem ulicy Ignacego Daszyńskiego 28. 
Z okazji 15-lecia istnienia w 1976 Grupa Bieszczadzka GOPR otrzymała sztandar (wręczony przez honorowego prezesa GOPR Jerzego Ustupskiego), udekorowany wówczas srebrną Honorową Odznaką PTTK. Po śmierci pierwszego naczelnika Karola Dziubana (1974), następcą na tym stanowisku został jego syn Jacek Dziuban (naczelnik w latach 1974-1991). W październiku 1984 roku GOPR otrzymał nową siedzibę przy ulicy Adama Mickiewicza 49 w Sanoku.
Historycznie pierwszą interwencję Grupy wykonał w dniu 16 grudnia 1961 Jerzy Batruch. Do 1986 grupa podjęła 12 tys. interwencji i przeprowadziła 342 wyprawy o charakterze ratowniczym lub poszukiwawczym, zaś w tym roku obchodziła jubileusz 25-lecia istnienia, analogicznie jak sanockie lotnictwo sanitarne. W 1992 jednostka liczyła 171 osób, a na początku 1996 skupiała 169 ratowników.
Od 1991 do 1992 naczelnikiem GB GOPR był Robert Kołodziejczyk. Od 1970 z jednostką był związany Adam Górka, w latach 1990–1992 będący prezesem Zarządu Bieszczadzkiej Grupy GOPR, zaś w latach 1992–2002 jej naczelnikiem. Od 2002 do 2003 naczelnikiem był Jerzy Żak. 1 maja 2003 naczelnikiem Grupy Bieszczadzkiej GOPR został Grzegorz Chudzik. 1 kwietnia 2015 jego następcą został Krzysztof Szczurek. Ratownikami Grupy Bieszczadzkiej GOPR byli m.in. Roman Bańkowski, Jerzy Mendyka (pilot i kierownik Zespołu Lotnictwa Sanitarnego w Sanoku), Aleksander Ostrowski.
17 września 2011 w Sanoku odbyły się uroczystości z okazji 50-lecia istnienia Grupy Bieszczadzkiej GOPR, a pięć lat później w dniu 19 listopada 2016 obchody 55-lecia.

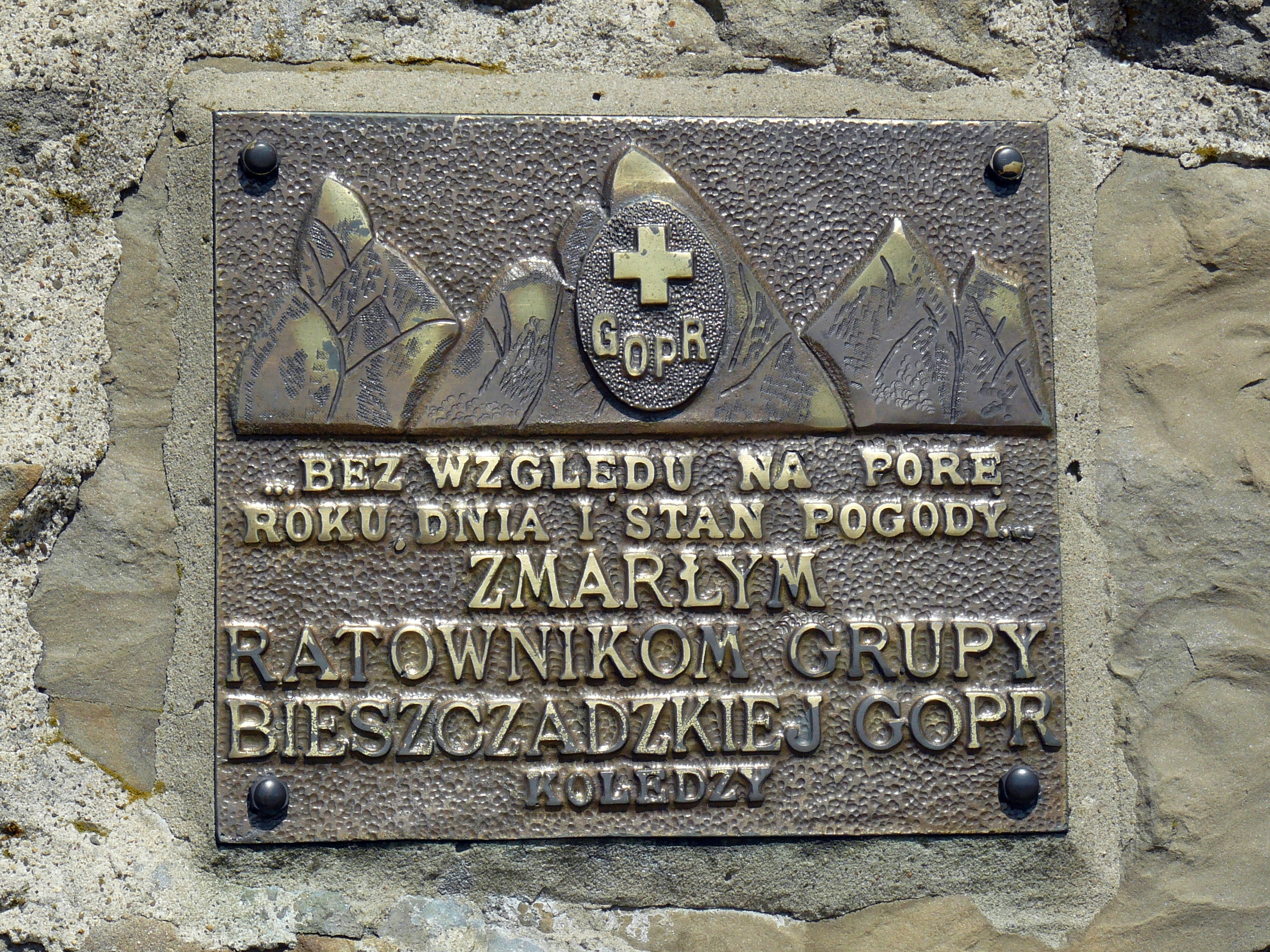
Tablica upamiętniająca ratowników Grupy Bieszczadzkiej GOPR na Połoninie Wetlińskiej

## Upamiętnienia
W siedzibie Grupy Bieszczadzkiej GOPR przy ulicy Adama Mickiewicza 49 zostały ustanowione dwie tablice pamiątkowe:
- Tablica upamiętniająca Karola Dziubana, inicjatora powstania Grupy Bieszczadzkiej GOPR. Została odsłonięta 11 października 1986 podczas obchodów jubileuszu 25-lecia grupy[29]. Inskrypcja na tablicy brzmi: Karolowi Dziubanowi 1922-1974 pierwszemu naczelnikowi grupy bieszczadzkiej GOPR w jej XXV lecie. Ratownicy. Październik 1986[30].
- Tablica upamiętniająca Andrzeja „Duśka” Kurka, ratownika GOPR (zm. 1993). Została odsłonięta 13 września 2011 roku. Autorem i wykonawcą projektu był Roman Dawidziak[31][32][33][34]. Inskrypcja głosi: Andrzejowi Kurkowi „Duśkowi”. Człowiekowi wielkiego ducha, współtwórcy Grupy Bieszczadzkiej GOPR, jej prezesowi w latach 1961–1972, ratownicy. w pięćdziesiątą rocznicę powstania Grupy Bieszczadzkiej GOPR. 1961 2011.

## Wyróżnienia
- II nagroda przewodniczącego Komitetu do spraw Młodzieży i Kultury Fizycznej dla sekcji ratownictwa z powietrza Grupy Bieszczadzkiej GOPR (1990, za szczególne osiągnięcia w rozwoju ratownictwa z powietrza, za wprowadzanie nowatorskich metod ratownictwa z zastosowaniem śmigłowca Mi-2)[35]
- Odznaka honorowa „Zasłużony dla Województwa Podkarpackiego”[36]